# Bellulopora bellula
Bellulopora bellula är en mossdjursart som först beskrevs av Osburn 1950.  Bellulopora bellula ingår i släktet Bellulopora, ordningen Cheilostomatida, klassen Gymnolaemata, fylumet mossdjur och riket djur. Inga underarter finns listade i Catalogue of Life.